# Municipio Roma III (2001-2013)
Municipio Roma III, già "Circoscrizione III", è stata la denominazione della terza suddivisione amministrativa di Roma Capitale, situata ad est del centro storico.
Con la delibera n.11 dell'11 marzo 2013, l'Assemblea Capitolina lo accorpa con l'ex Municipio Roma II ed istituisce il nuovo Municipio Roma II.

## Geografia fisica

### Territorio
Il suo territorio era suddiviso in quattro zone urbanistiche e la sua popolazione così distribuita:
| M. Roma III (Nomentano Italia - San Lorenzo) |        |
| 3a Nomentano                                 | 41.521 |
| 3b San Lorenzo                               | 9.660  |
| 3x Università                                | 1.108  |
| 3y Verano                                    | 255    |
| Non Localizzati                              | 40     |
| Totale                                       | 52.584 |

Il territorio si estendeva sui seguenti quartieri:
- Q. V Nomentano

- Q. VI Tiburtino (parte)

Inoltre il municipio si estendeva anche sul rione:
R. XVIII Castro Pretorio (parte)

## Presidenti del Municipio
| Periodo | Periodo | Presidente       | Partito                               | Carica     | Note |
| ------- | ------- | ---------------- | ------------------------------------- | ---------- | ---- |
| 2001    | 2008    | Orlando Corsetti | La Margherita poi Partito Democratico | Presidente |      |
| 2008    | 2013    | Dario Marcucci   | Partito Democratico                   | Presidente |      |